# فیتا باییسا
فیتا باییسا (انگلیسی: Fita Bayisa؛ زادهٔ ۱۵ دسامبر ۱۹۷۲) دونده اهل اتیوپی بود.
وی در مسابقات کشوری و بین‌المللی در مجموع برندهٔ ۲ مدال طلا، ۱ مدال نقره، ۲ مدال برنز شده‌است.